# Jordi Figueras
Jordi Figueras Montel oder kurz Jordi Figueras bzw. Jordi (* 16. Mai 1987 in Lleida) ist ein spanischer ehemaliger Fußballspieler.

## Karriere
Figueras begann mit dem Vereinsfußball in der Nachwuchsabteilung von UE Lleida. 2005 wechselte er zu Real Madrid und spielte hier drei Jahre lang in der Jugend und der 3. Mannschaft. Anschließend zog er zu Celta Vigo B weiter und eine weitere Saison später zum Mutterverein Celta Vigo.
2010 wechselte er in die russische Liga zu Rubin Kasan. Hier stand er zwar zwei Jahre unter Vertrag, wurde aber während dieser Zeit überwiegend an andere Vereine ausgeliehen. Im Jahr 2012 wechselte er zum belgischen Verein FC Brügge. Für diesen Verein spielte er ein Jahr lang und wurde für die Rückrunde der Saison 2012/13 an Rayo Vallecano ausgeliehen.
In der Sommertransferperiode 2013 wurde er vom spanischen Verein Betis Sevilla verpflichtet. Für die Rückrunde der Saison 2015/16 wurde er an den türkischen Erstligisten Eskişehirspor ausgeliehen.
Im Juli 2016 unterschrieb er einen bis 2018 gültigen Zweijahresvertrag beim Karlsruher SC. Dort debütierte er beim 1:1-Unentschieden gegen den VfL Bochum am 2. Spieltag. Sein erstes Tor für Karlsruhe erzielte er zum zwischenzeitlichen 1:1 beim 3:2-Heimsieg gegen Arminia Bielefeld am 18. Spieltag dieser Saison. Nach dem Abstieg des KSC in die 3. Liga am Ende der Saison vereinslos geworden, verpflichtete ihn im September 2017 der indische Verein Atlético de Kolkata.
Zur Saison 2018/19 kehrte er nach Spanien zurück und schloss sich dem Zweitligisten Racing Santander an.

## Prozess
In der Saison 2013/14 soll Figueras zusammen mit Mitspielern von Betis Sevilla an Spielmanipulationen beteiligt gewesen sein. Im März 2017 erhob die Staatsanwaltschaft Pamplona Anklage gegen Figueras wegen Wettbetrugs. Ihm wird vorgeworfen, zusammen mit zwei weiteren Mitspielern 650.000 Euro angenommen und dafür Spiele manipuliert zu haben.